# Concise
Concise es una comuna suiza del cantón de Vaud, situada en el distrito de Jura-Nord vaudois a orillas del lago de Neuchâtel. Limita al norte con la comuna de Mutrux, al noreste con Vaumarcus (NE), al sureste con Châbles (FR) y Cheyres (FR), al sur con Yvonand, al oeste con Corcelles-près-Concise, y al noroeste con Bonvillars y Provence.

La comuna hizo parte hasta el 31 de diciembre de 2007 del distrito de Grandson, círculo de Concise.

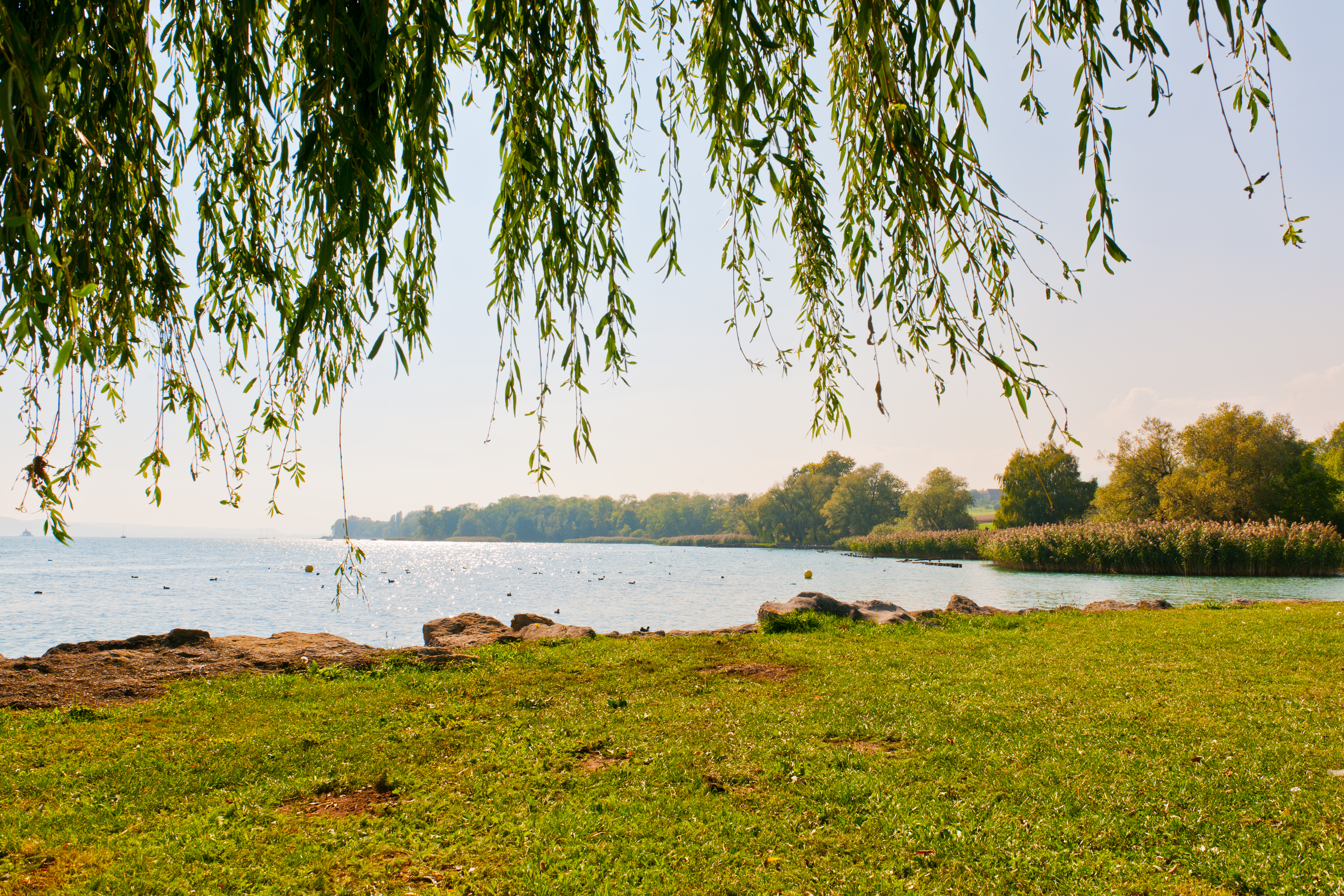
Estación lacustre neolítica, lago de Neuchâtel, Concise.